# Graham Seers
Graham Seers (* 2. September 1958) ist ein ehemaliger australischer Radrennfahrer.

## Sportliche Laufbahn
Seers war im Straßenradsport aktiv und Teilnehmer der Olympischen Sommerspiele 1980 in Moskau. Das olympische Straßenrennen beendete nicht.
Später eröffnete er den „Graham Seers Cyclery Bike Store“ in Port Macquarie. Er war auch als General Manager des nationalen Radsportverbandes für New South Wales tätig.